# Bâtiment d'archives
Un bâtiment d'archives est un édifice consacré à la conservation et à la consultation de fonds et de documents d'archives. De la structure, des matériaux et des équipements d'un bâtiment d'archives dépendent les bonnes conditions de conservation des documents d'archives. Les bâtiments d'archives font donc l'objet de normes très précises. Mais selon le Conseil international des archives, les bâtiments d'archives, comme toute œuvre, répondent à des problèmes liés à l'architecture, à l'esthétique, à l'émotion, à l'environnement et à la construction.

## Statuts et droit

### Une structure adaptée aux contraintes
Les principales fonctions d'un bâtiment d'archives s'organisent autour de principes que l'on trouve déjà définis par Philippe le Bel lorsqu'il confie à Pierre d'Étampes la garde de ses archives en 1309 : « qu'il voie, examine, mette en ordre et range dans les armoires les lettres, chartes et privilèges, afin de les conserver le mieux possible pour qu'ils soient le plus sûrement et le plus facilement utilisables lorsqu'il sera nécessaire. Et qu'il fasse tout ce qu'il faut pour les conserver sûrement et les retrouver rapidement ».
Les bâtiments d'un service d'archives doivent répondre à une triple mission : la conservation physique des documents, leur communication au public et leur mise en valeur scientifique et culturelle. Plus précisément, le service doit pouvoir assurer la réception, le traitement éventuel, le tri, le conditionnement, l'inventaire, la communication, la reproduction et la restauration des documents qu'il a la charge de conserver.
L'ensemble des locaux et des équipements permettent de mener à bien ces missions. Les bâtiments respectent ainsi une séparation structurelle entre trois types d’espaces :
- les locaux de traitement et de conservation des documents : magasins, quai de déchargement, salle de dépoussiérage et de désinfection, salle de tri, salle de classement, salle de conditionnement, locaux de déchiquetage, ateliers de microfilmage ou de numérisation et ateliers de restauration ;
- les locaux réservés au personnel : bureaux, salles de réunion, salle informatique, locaux sociaux (éventuellement salle de restauration, salle de repos) et sanitaires ;
- les locaux ouverts au public : hall d’entrée, vestiaires, salle de lecture, salles d’exposition ou de conférence et sanitaires.

Un bâtiment d'archives comporte également des parkings, parfois des espaces verts et éventuellement des logements de fonction.
Le seul lieu où le public, le personnel et les documents sont réunis est la salle de lecture. En dehors de cette salle, en aucun cas, la circulation du public ne doit recouper celle des documents ou du personnel. Cette règle nécessite de sécuriser les accès des bâtiments et d'y prévoir des doubles circulations.
Malgré ces contraintes importantes, les bâtiments d'archives adoptent une typologie très variée selon qu'il s’agit de bâtiments conçus à cet effet – et présentant ainsi toutes les caractéristiques techniques obligatoires, ou qu'il s’agit de bâtiments réinvestis et qui ont fait l'objet d'aménagements pour répondre à ces mêmes caractéristiques.

### Des normes de construction
Les bâtiments d’archives, quelle que soit leur architecture, font l’objet de normes très précises. Leur élaboration est régulièrement l'objet de nouvelles réflexions, menée par des organismes internationaux parmi lesquels on peut citer la Fédération Internationale des Associations de Bibliothécaires et des Bibliothèques (IFLA) et le Conseil international des archives (CIA). Au milieu du XXe siècle, pendant près de trois décennies, l'ensemble de ces organismes a élaboré des normes climatiques universelles. Basées sur des expériences pragmatiques, ces normes sont adaptées, depuis les années 1990, aux lieux, aux climats et à l'ensemble des conditions locales. Ainsi, au sein du CIA, deux comités travaillent en parallèle sur les questions de conservation préventive dans les pays tempérés et dans les pays tropicaux.
D'une manière générale, les bâtiments d'archives doivent être sains et propres (absence de germes, champignons et poussières), protégés de l'humidité et de la chaleur par une aération correcte, si possible à l'abri de la lumière directe du soleil et sécurisés. Les normes de conservation imposent également des mesures contre l'incendie ou l'inondation, ou garantissant la sécurité des personnes.
L'ensemble des normes de conservation est édité dans la norme ISO 11799 « Prescriptions pour le stockage des documents d'archives et de bibliothèques ». La première contrainte concerne le choix du terrain. Un site accueillant un service d'archives doit être aisément accessible, sain, sec, non inondable, non exposé aux risques de glissement de terrain et éloigné de tout voisinage dangereux (comme un site classé seveso ou susceptible de devenir un objectif stratégique en cas de conflit).
La superficie du terrain doit également permettre une extension future du bâtiment équivalent au moins à son doublement (au minimum 3 000 m2).
La structure recommandée pour les bâtiments modernes est un plancher et des poteaux en béton sans système autoporteur. En France, les structures métalliques autoporteuses, longtemps fréquemment adoptées, comme encore aux Archives départementales du Var en 1972, sont interdites pour les constructions de plus de trois étages depuis la catastrophe du collège Édouard-Pailleron en 1974. La dangerosité de ces structures s'est encore récemment démontrée lors de l'effondrement en mars 2009 des archives municipales de Cologne en Allemagne.
Les liaisons verticales entre les différents niveaux doivent être assurées au minimum par un monte-charge, un escalier de service et un escalier de secours.
Il existe enfin plusieurs recommandations propres à chaque type de risque auxquels sont exposés les locaux d'archives : la lutte contre l'incendie (planchers et portes coupe-feu, détecteurs et alarmes), contre les dégâts des eaux, contre le vol et l'effraction (accès sécurisés par badges), contre la poussière et contre les insectes et les rongeurs.
Pourtant, aucun bâtiment n'est à l'abri des sinistres, depuis l'incendie de la bibliothèque d’Alexandrie en 640 jusqu'au séisme de 2010 à Haïti. Pour venir en aide aux institutions culturelles victimes des catastrophes naturelles ou des conflits armés, le Comité international du Bouclier bleu (CIBB), depuis mars 1996, élabore des plans de prévention des risques ou fait intervenir des équipes d’urgence sur les lieux des sinistres afin de sauvegarder le patrimoine.

### Des normes de conservation
La réflexion sur les conditions de conservation s'est souvent faite de façon empirique. Dans les faits, il n'y a pas réellement de normes de conservation en France avant les années 1970. Toutefois, le souci de la conservation n'est pas nouveau : aux Archives nationales à Paris, les « grands dépôts » construits sous Napoléon III, rue des Quatre-Fils, ont été construits en pierre avec des gaines d'aérations dans l'épaisseur des murs afin de lutter contre l'humidité ; pour garantir l'incombustibilité du bâtiment, les planchers et les combles ont été édifiées en fer et l'ensemble du bâtiment est entouré de trottoirs en granite. C'est encore aujourd'hui l'un des dépôts dont l'hygrométrie est la plus stable dans l'ensemble des bâtiments parisiens des Archives nationales.

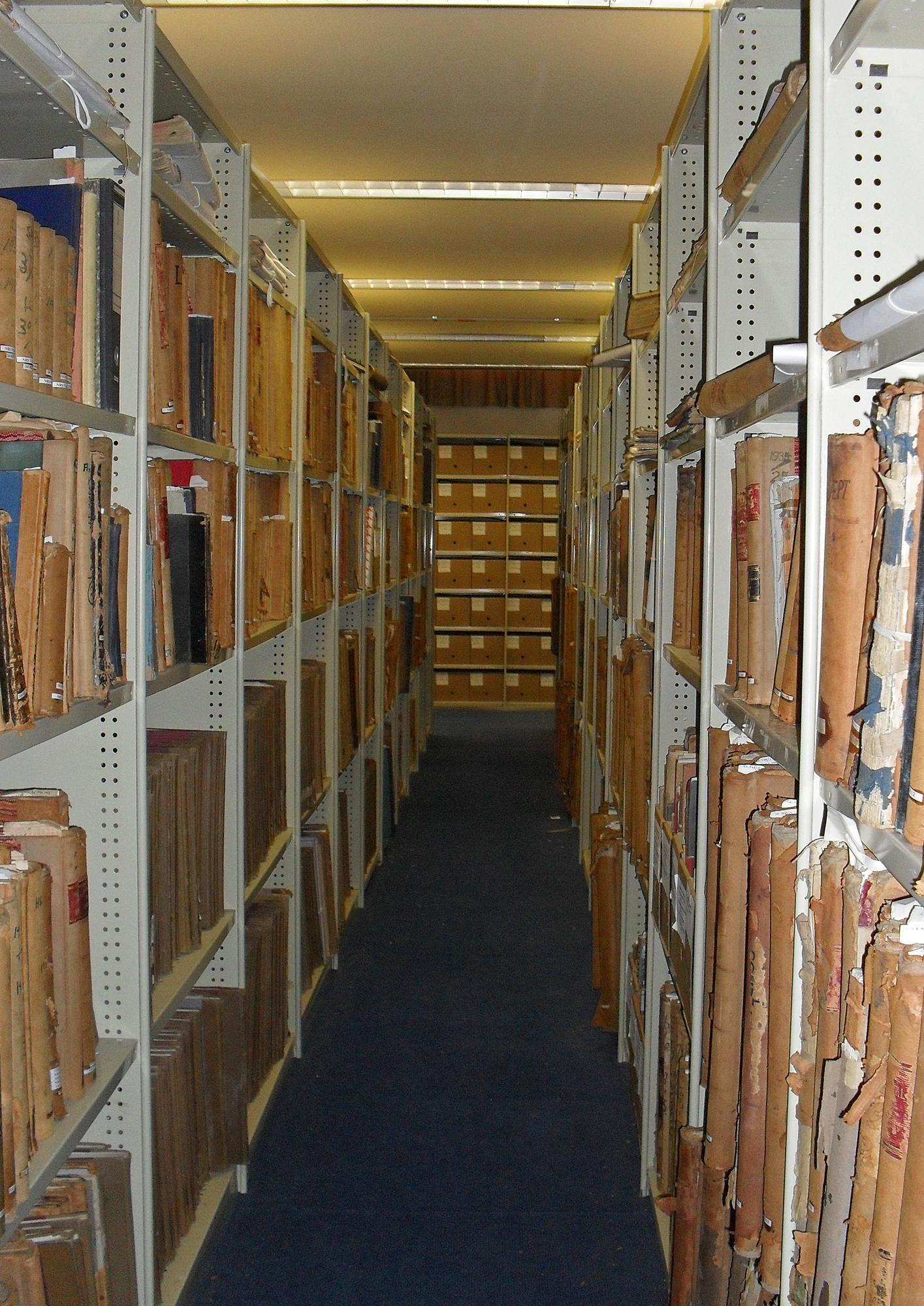
Les magasins des Archives régionales de l'Université Charles-Sturt en Australie.

Les normes de conservation concernent en premier lieu les magasins où sont stockés les documents d'archives. Ils doivent être sains, maintenus dans certaines conditions climatiques et également aveugles, car la lumière provoque des dégradations sur les documents. De même, la qualité des matériaux de construction doit être contrôlée : la teneur en eau du béton, par exemple, sans procédure de séchage appropriée, peut provoquer des problèmes d’humidité.
Pour garantir l'inertie thermique des bâtiments, on peut faire le choix de la climatisation mais un entretien souvent coûteux, sans compter les dangers que représentent les pannes pour la conservation, pousse de plus en plus, dans les constructions récentes, à adopter le concept de la « double-peau », comme aux Archives municipales de Lyon (en 2001) ou aux Archives départementales des Yvelines (en 2004). Il s'agit de construire le bâtiment avec une double paroi créant un vide sanitaire qui permet de maintenir l'inertie thermique et hygrométrique des espaces. Dès lors, un système de soufflerie permet de renouveler l'air à l’intérieur des bâtiments.
En France, peu de services ont adopté la conservation en magasins souterrains : construits en sous-sols, ils sont certes à l'abri de la lumière, mais trop souvent soumis aux infiltrations. Les Archives départementales d'Eure-et-Loir ont fait ce choix dans un bâtiment neuf inauguré en 2006. La plupart du temps, le choix de magasins souterrains est dicté par l'installation des services dans un bâtiment ancien réadapté aux besoins de la conservation des archives ou à proximité d'un monument historique interdisant toute construction en hauteur. C'est le cas notamment des bâtiments des Archives nationales à Fontainebleau installées dans des bâtiments ayant servi de quartier général à l'OTAN et dans le périmètre de protection du château, du Centre national du microfilm et de la numérisation construit à côté du château d'Espeyran, des Archives départementales de la Somme implantées dans un ancien couvent, de celles de l'Essonne implantées dans un château ou encore des Archives municipales de Toulouse installées dans un ancien réservoir d'eau.
En principe, pour éviter les dégâts des eaux, toute canalisation est interdite dans les magasins : si elles ne peuvent être évitées pour des raisons techniques impérieuses, toutes les précautions doivent être prises pour éviter les dommages aux collections.
La capacité des magasins est calculée en mètres linéaires (ml) : selon les prescriptions du Service interministériel des archives de France qui adapte en France les normes internationales, un magasin peut accueillir jusqu'à 1 150 ml de rayonnages fixes ou 2 100 ml en rayonnages mobiles. La taille d'un magasin ne peut ainsi dépasser 200 m2, avec une résistance au sol allant de 850 kg à 1 450 kg par m2 selon qu'il s'agit de rayonnages fixes ou mobiles.
Afin de diminuer les risques d'incendie ou d'infestation, les rayonnages doivent être composés en matériaux ignifugés, tel que le métal. Leur hauteur maximale est fixée à 2,20 mètres, ce qui impose une hauteur sous plafond, pour les bâtiments neufs, de 2,50 mètres afin de garantir la circulation d'air. Les rayonnages ne doivent pas non plus être appuyés contre le mur, ce qui permet de lutter contre l'humidité, la chaleur ou la montée éventuelle de termites.
Pour éviter que les rayonnages ne fléchissent ou se déforment, la longueur maximale des épis est de 10 mètres, la largeur des tablettes étant adaptée à la nature des documents. Les allées, enfin, doivent permettre le passage et la manœuvre des chariots et mesurent entre 0,80 m et 1,20 m selon qu'il s'agit d'allées principales ou de circulation entre les épis.

### Les différents locaux
Les bâtiments des services publics d'archives sont divisés en plusieurs zones : les locaux de traitement et de conservation des documents, les locaux réservés au personnel et les locaux ouverts au public.
Les locaux de conservation des documents reflètent le circuit des documents lorsqu'ils sont déposés dans un service d'archives. Tous les documents provenant de l'extérieur doivent, après leur arrivée au quai de déchargement, séjourner en local de désinfection afin de détecter les documents infectés ou procéder à un nettoyage et un dépoussiérage. Selon leur importance et leur état de classement, les fonds passent en salle de tri où les documents sont classés, mis en conditionnement et cotés. Après le classement, les documents devant être éliminés sont envoyés dans les locaux de destruction. La destruction des documents d'archives, une fois autorisée par le chef de service, a lieu soit par déchiquetage sur place, soit par traitement par un prestataire spécialisé. Les locaux des services publics d'archives accueillent également des ateliers techniques : salles de microfilmage, de photographie ou de numérisation, salles de restauration ou de reliure des documents.
Les locaux réservés au personnel comptent, outre les bureaux et salles de réunion, des cafétérias, salle de restauration ou de repos. Les locaux réservés au public regroupent le hall d'accueil, les espaces d'exposition et d'action éducative, parfois un auditorium, les vestiaires et les sanitaires. La salle de lecture, où se consulte l'ensemble des fonds (archives et bibliothèque), fait généralement l'objet d'un règlement spécial et de dispositifs permettant de lutter contre le vol.

### Les locaux des entreprises d'archivage
Les entreprises d'archivage adoptent en général, pour les locaux où elles conservent des documents sur papier, des principes différents des normes de constructions imposées aux services d'archives tant publics que privés. D'une part ces locaux ne sont pas conçus pour accueillir du public puisque les clients de ces entreprises se font restituer les archives qu'ils ont déposées quand le besoin s'en fait sentir. D'autre part les mesures de prévention contre ce qui peut menacer l'intégrité matérielle des archives sont centrées essentiellement sur la lutte contre l'incendie et beaucoup moins sur la prévention des risques dus à l'humidité. Leurs locaux se distinguent d'ailleurs de ceux des services d'archives par des superficies et des hauteurs sous plafond nettement supérieures. En France, les caractéristiques des locaux de ces entreprises ont fait l'objet de la norme NF Z 40-350.

## Histoire

### Dans l'Antiquité
Les documents d'archives, parce qu'ils sont également des documents juridiques, ont été conservés précieusement. Dans l’Antiquité, les temples ou les palais des rois sont les lieux privilégiés de conservation des archives, car ce sont aussi les lieux où s'exerce le pouvoir. C'est le cas dans les temples égyptiens, le temple de Jérusalem ou le palais d'Assurbanipal à Ninive. Les cités de la Grèce antique conservent également les archives de leurs magistratures dans des temples, comme à Delphes par exemple. Athènes est toutefois la première cité à instituer, vers 360 av. J.-C., un véritable dépôt d’archives centrales de l'État au Métrôon, dans le temple de Cybèle. Ces archives, accessibles à tous, avaient valeur d'authenticité.
À Rome, à partir de la fin du IVe siècle, les archives de la République sont conservées avec le trésor installé par le Sénat dans l'Ærarium au sein du temple de Saturne. En 78 av. J.-C., un local spécifique leur est attribué sur le Capitole. Ce dépôt, le Tabularium, est toutefois loin d'être unique. En 70, l'incendie du Capitole détruisit les archives diplomatiques et l'empereur Vespasien dut faire reconstituer près de 3 000 tablettes de bronze.
Dans l'Empire romain, la plupart des cités des provinces possèdent leurs propres dépôts d'archives. Mais il faut attendre l'empereur Justinien (527-565) pour voir se mettre en place un réseau systématique et un enrichissement régulier de ces dépôts. Ceux d'Égypte, notamment, sont les mieux organisés. Les documents impériaux encore conservés aujourd'hui sont souvent issus de ces dépôts réorganisés sous le règne de Justinien.

### Au Moyen Âge et à l'époque moderne
Au Moyen Âge, les archives sont ambulantes : les rois et les seigneurs transportent leurs archives lorsqu'ils se déplacent. C'est en partie pour cette raison qu'il ne reste rien des archives des rois barbares d'Europe. Les capitulaires carolingiens, par exemple, ne sont connus que par des compilations ; aucun original n'en est conservé. Cependant, avant le XIe siècle, la civilisation médiévale fit peu de part à l'écrit, ce qui peut aussi expliquer le faible nombre d'archives conservées.
En réalité, avant le XIIe siècle, les seules épaves d'archives sont ecclésiastiques. L'écriture est une activité importante des moines. La règle de saint Benoît, établie au VIe siècle, fait notamment une place à l'archivistique dans l'activité monastique. Les archives de l'abbaye de Cluny, par exemple, existent probablement dès la fin du Xe siècle, même si la première mention explicite date de 1375. Dès le début du XVe siècle, les archives de Cluny sont installées dans l'une des deux tours du portail de l'avant-nef, celle du sud, appelée la turris privilegiorum (la « tour des privilèges » ou « tour des archives »). À l'époque, l'église abbatiale est la plus grande de toute l'Europe chrétienne ; cet emplacement est donc tout à fait symbolique.
Pour les municipalités également, la conservation des archives est un enjeu important car ces dernières constituent la preuve des droits et des privilèges de la communauté. Souvent, les documents peuvent être laissés à la garde d'un consul ou d’un échevin. Enfermées dans un coffre, elles peuvent également être conservées dans une salle de la maison commune ou une chapelle de l'église paroissiale. Aux XIVe et XVe siècles, c'est le cas à Lyon, où les archives municipales sont dissimulées dans un pilier de la chapelle Saint-Jacquême de l'église Saint-Nizier ; cette chapelle, aujourd'hui détruite, accueillaient également les assemblées du conseil municipal. De la même manière, les archives de la ville de Nice sont conservées, dès 1204, dans la cathédrale Saint-Marie sur la colline du château de Nice. Saisies par le duc de Savoie en 1436 lors de la rébellion de la ville, elles sont ensuite déménagées dès 1438 au palais communal.
En France, les archives de l'État cessent d'être itinérantes après la défaite de Philippe Auguste en 1194 à Fréteval : venu avec son trésor sur le champ de bataille, le roi perd également l'ensemble de ses archives. Elles sont reconstituées par les scribes de la chancellerie royale et les nouveaux registres sont désormais conservés au Louvre, qui constitue le premier dépôt d'archives de l'État en France. Sous saint Louis, le trésor des chartes est déplacé dans la salle haute de la sacristie de la Sainte-Chapelle.
Pour autant, le maître-mot de la conservation des archives en France est celui de « décentralisation » : alors que les correspondances des souverains sont conservées dans les chartriers, les différents organes de gouvernement conservent eux-mêmes leurs propres archives, pour des raisons de commodité. Jusqu'au XVIIIe siècle, les offices n'ont pas toujours d'attribution précise et les officiers mélangent facilement archives publiques et correspondances personnelles. Dès lors, les archives sont en général transmises à leurs héritiers (et non à leurs successeurs). Il faut attendre 1688, date de la création du dépôt des archives de la Guerre par Louvois, pour voir un début de constitution par l'État d'archives gouvernementales centralisées en France. Ce n'est que pendant la Révolution, avec la loi du 7 messidor an II, que s'organisent les archives nationales.

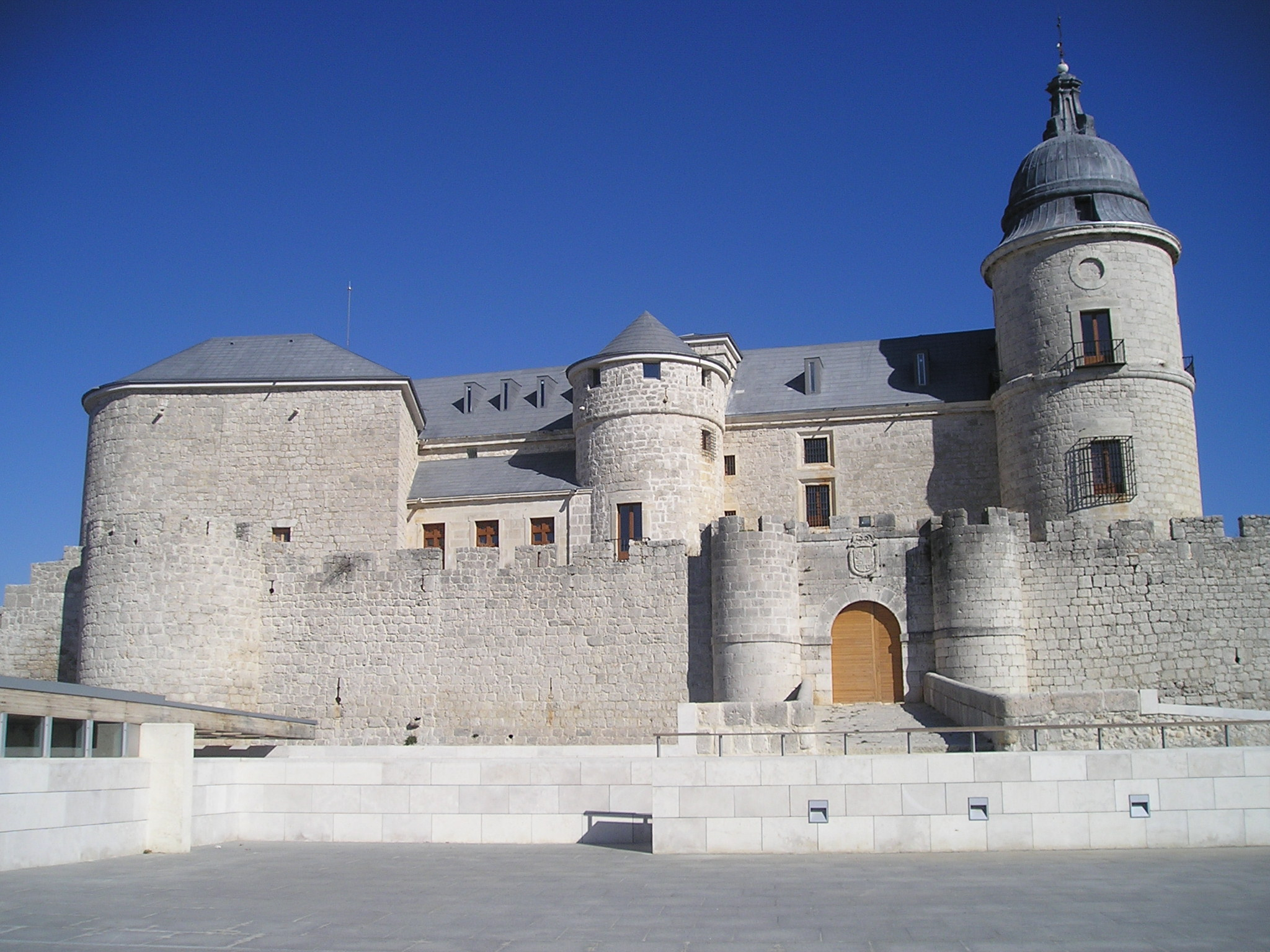
Le château de Simancas, accueillant les archives de la couronne de Castille.

Dans d'autres pays d'Europe pourtant, la centralisation des archives de l'État est déjà ancienne. La Castille, en effet, possède un dépôt unique depuis 1545 à Simancas (voir ci-dessous), tandis que les papiers de la couronne britannique sont conservés, à partir de 1578, au sein du State Paper Office, sis jusqu'en 1759 au palais de Whitehall, à Holbein Gate et dans plusieurs maisons du voisinage. Quant au Saint-Siège, il crée l'Archivum secretum en 1611.

### DuXIXesiècleaux années 1960
Que les dépôts soient centralisés ou non, dans la plupart des États européens, les archives sont, dans un premier temps, conservées dans des bâtiments qui n'étaient, à l'origine, pas prévus pour cet usage.
En Espagne, les archives générales de la Couronne de Castille sont installées en 1561, très peu de temps après leur création, au château de Simancas réaménagé à cette fin par l'architecte Juan de Herrera, près de Valladolid. Ce château avait été choisi pour sa position stratégique et centrale dans la péninsule ibérique. Pour autant, cette position de l'ancienne forteresse médiévale a pu constituer un danger pour la conservation des archives, car elle fut un enjeu militaire lors de la guerre d'indépendance espagnole en 1808 et 1814. En 1844, sont créées les Archives générales de l'administration à Alcalá de Henares et en 1866 les Archives historiques nationales, installées à l'Académie royale d'histoire, à Madrid.

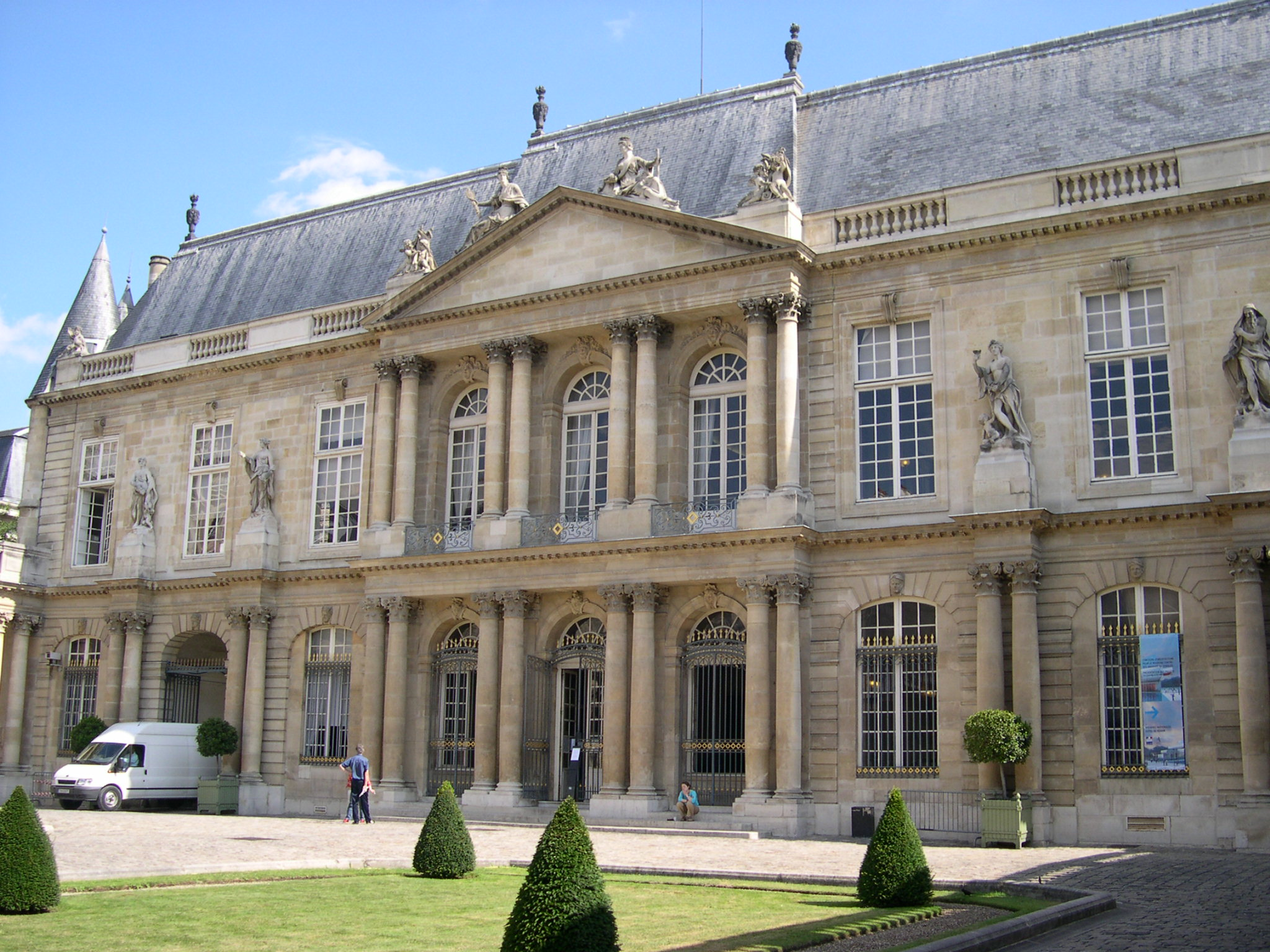
Les Archives nationales, façade de l'hôtel de Soubise.

En France, les Archives nationales sont créées par décret révolutionnaire du 7 août 1790. Pendant près de vingt ans, elles restent installées dans plusieurs dépôts – on en compte jusqu'à 12 en 1794 – parmi lesquels figurent le Louvre, les dépôts de la rue Sainte-Croix-de-la-Bretonnerie ou des Grands Augustins, la Sainte-Chapelle, le palais de Justice et le domicile de divers particuliers. En 1808, l'hôtel de Soubise, dans le Marais, est racheté spécifiquement pour y installer les Archives nationales en un seul dépôt. Des bâtiments précaires restent installés dans la cour jusqu'en 1846.
Ces réinstallations s'avèrent souvent peu satisfaisantes. En France, le premier projet de bâtiment neuf attribué aux archives nationales date de Napoléon Ier. L'empereur, à chaque campagne européenne, fait venir à Paris les archives : de Vienne arrivent 3 139 caisses de documents, d'Espagne 30 voitures, d'Allemagne 35 000 cartons, du Piémont, de Florence, Sienne, Pise, Parme, Plaisance ou Rome près de 450 voitures transportant 12 147 caisses et l'ensemble des collections de monnaies du Vatican. L'hôtel de Soubise est rapidement trop petit. Un grand projet de construction est adopté en mars 1812. L'immense « Palais des archives », comportant près de 100 000 m3 d'espace de conservation, doit s'installer sur l'île aux Cygnes, près des quais de Seine entre Invalides et Iéna. Il est prévu de construire le bâtiment en pierre et en fer, matériaux ignifuges. La première pierre est posée en août mais les revers militaires de l'empereur empêchent la construction. Le projet de Napoléon est définitivement abandonné en février 1815. Les Archives nationales de France restent dans le quartier du Marais. Quant aux archives des pays annexés, elles seront peu à peu restituées à leurs pays d’origine.

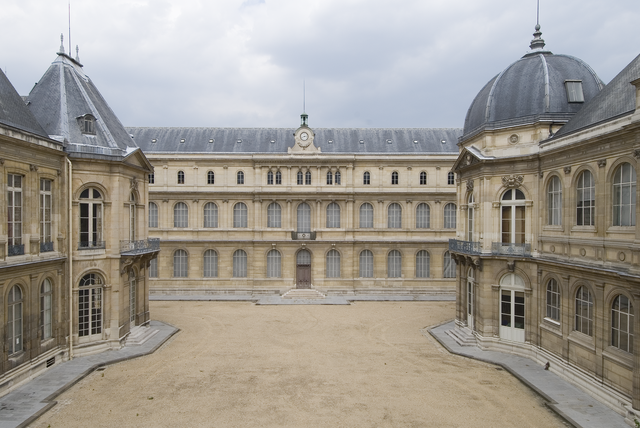
Les grands dépôts des Archives nationales de France.

Pour la construction de magasins spécifiquement conçus pour la conservation d'archives, il faut attendre la décision de Louis-Philippe de faire édifier un nouveau bâtiment, rue des Quatre-Fils que complètent ensuite, sous le Second Empire, les grands dépôts, construits en pierre, fer et granite.
En Angleterre, la construction de bâtiments d'archives neufs s'accélère également dans la seconde moitié du XIXe siècle. En 1759, Holbein Gate était dans un tel état de délabrement qu'il a fallu la démolir et déménager les archives à la Tour de Londres, à l'abbaye de Westminster ou dans une maison de Scotland Yard, elle-même tout à fait ruinée dès les années 1820. Dès lors, la décision est prise de concevoir le premier bâtiment entièrement consacré à la conservation d'archives du pays. L'adoption du Public Record Office Act, en 1838, accélère les évènements et le déménagement dans un bâtiment neuf est dès lors programmé. La réalisation de ce nouvel édifice, construit dans le quartier de Holborn, entre 1851 et 1858 est confiée à l’architecte victorien James Pennethorne. Une seconde phase de travaux entre 1895 et 1902 permet son agrandissement.
En Espagne également, les Archives historiques nationales quittent en 1896 les locaux de l'Académie royale d'histoire pour être transférées dans un bâtiment neuf qui leur est propre, le Palais des Bibliothèques et Musées, aujourd'hui siège de la bibliothèque nationale d'Espagne.
Dans l'ensemble des pays d'Europe, la réinstallation de services d'archives dans des bâtiments anciens non prévu à cet effet correspondait, au début du XIXe siècle à une situation générale commune à l'ensemble des institutions : il fallait s'installer là où il y avait de la place. Les premières décennies du XIXe siècle européen, cependant, sont également celles de l'émergence de la notion de patrimoine : la mise en œuvre de procédure de sauvegarde, qu'il s’agisse de patrimoine artistique, monumental ou documentaire, est de plus en plus fréquente et c'est aussi à cette période que l'on commence à prendre en compte les besoins spécifiques de la conservation de documents d'archives.
Parallèlement, s'organise également l'accès à ces documents qui ont une forte valeur historique. Peu à peu, les archives s'ouvrent au public et les bâtiments, d'abord conçus pour la conservation des documents, accueillent de nouveaux locaux. En Angleterre, les premières salles de lecture sont ouvertes en 1866, même si l'accès aux documents est fortement encadré. En France, bien qu'une salle soit accessible aux chercheurs dès 1847, la première véritable salle de lecture des Archives nationales est construite en 1902. Elle comporte 52 places.

### Les bâtiments d'archives jusqu'à la fin des années 1960: l'exemple français

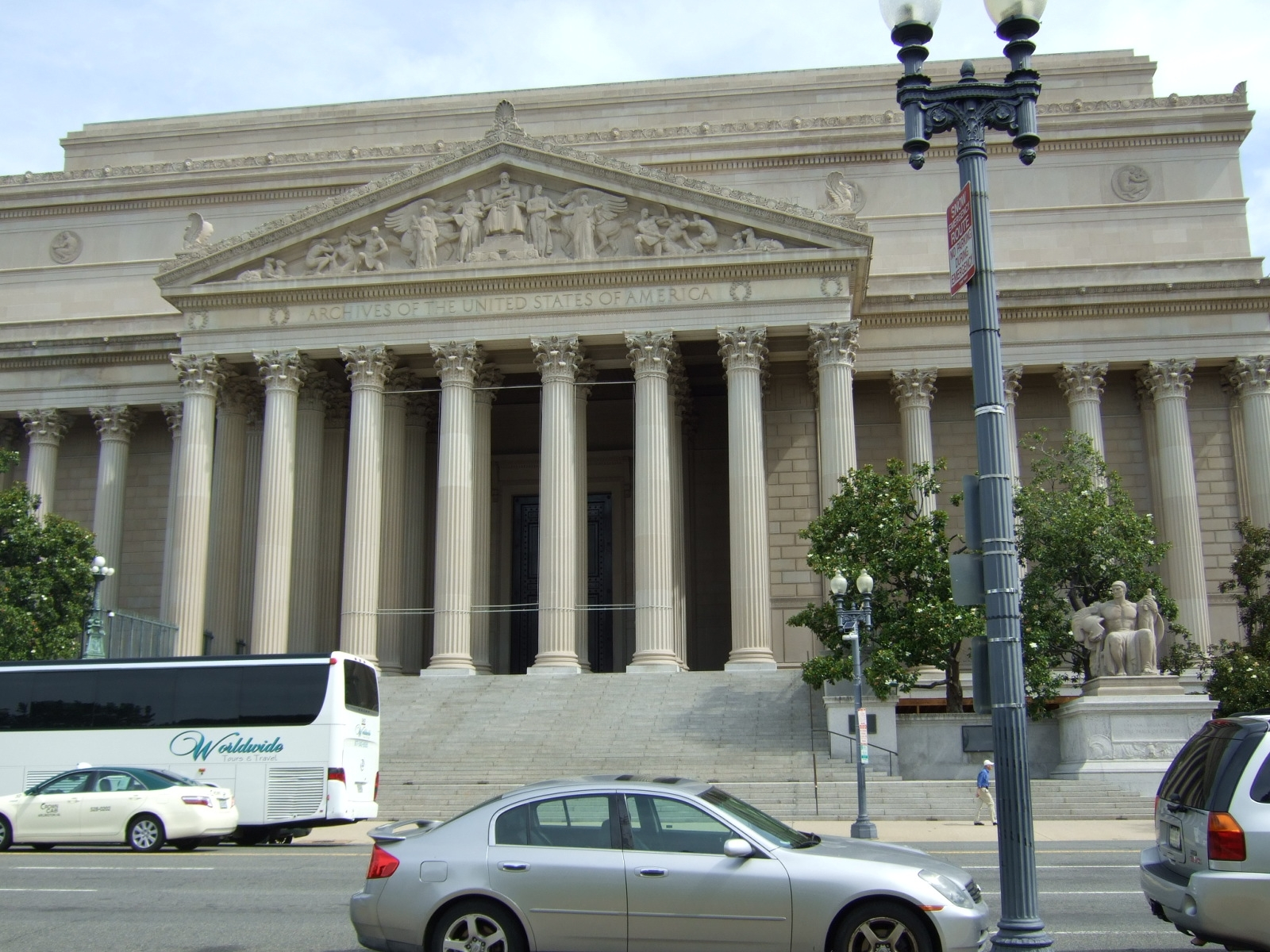
Le bâtiment « Archives I » du NARA, à Washington.

Au XIXe siècle et pendant la première moitié du XXe siècle, outre les grands bâtiments nationaux qui peuvent être des constructions neuves – c'est notamment le cas de « Archives I », le premier bâtiment des archives nationales des États-Unis, construit en 1935 à Washington ou du centre des Archives Historiques Nationales de Madrid déménagé en 1953 –, la majorité des dépôts d'archives sont simplement installés dans des locaux préexistants, aménagés pour l'occasion.
nombre de locaux : les Archives départementales de Maine-et-Loire s'installent ainsi dès 1796 dans l'ancienne abbaye Saint-Aubin d'Angers. Au cours du siècle, de nombreux dépôts sont de la même manière organisés dans d'anciens bâtiments religieux : les Archives départementales de l'Hérault dans une ancienne chapelle de Récollets, celles du Lot dans un ancien couvent de Capucins, celles de la Corrèze dans les combles de l'ancienne église du couvent des Feuillants qui accueille la préfecture de Tulle dès 1790, celles de la Sarthe successivement à l'abbaye de la Couture (en 1838) puis à l'abbaye Saint-Vincent (en 1911), au Mans. Le premier dépôt des Archives de la Haute-Marne reste quelques années dans un ancien couvent des Ursulines à Chaumont puis dans une dépendance d'un couvent de Carmélites. Les Archives départementales du Puy-de-Dôme sont restées dans une chapelle des Cordeliers de Clermont-Ferrand jusqu'en 1990. En 1818, les Archives départementales de la Gironde, qui occupaient des locaux de la préfecture, elle-même ancien palais épiscopal, sont déménagées dans un ancien couvent de Carmes à Bordeaux. Les Archives du Loiret, longtemps logées à la préfecture du département, sont déménagées en 1913 au petit séminaire Sainte-Croix dans un ancien couvent de Minimes, récupéré en 1905 après la loi de séparation de l'Église et de l'État. Les Archives départementales d'Eure-et-Loir profitent également de locaux laissés vacants par la loi de 1905 et prennent place, en 1935, au Grand Séminaire de Chartres. En 1959 encore, les Archives départementales de la Dordogne sont installées dans un ancien collège de Jésuites. Sans compter les Archives départementales de Vaucluse, encore aujourd'hui hébergées au Palais des papes d'Avignon.
D'autres services sont aménagés dans des locaux administratifs qui ont perdu ou sont détournés de leur utilité d’origine. Au XIXe siècle, les Archives municipales de Douai sont installées dans une salle de l'Hôtel de Ville, équipée, selon les goûts de l'époque, d'étagères en bois et de hautes échelles ; elles y restent jusqu'en 1999. Les Archives départementales de Tarn-et-Garonne sont dans une ancienne école normale de garçons de Montauban. Celles de Seine-et-Oise (aujourd’hui département des Yvelines) restent dans la grande écurie du Roy à Versailles jusqu'en 1960. Les archives de l'Essonne sont installées dans les communs d'un ancien château du XVIIe siècle dont les façades sont classées monuments historiques.
En réalité, jusqu'en 1950, les bâtiments neufs sont l'exception en France. Il y a très peu de constructions au XIXe siècle. Ainsi, les Archives départementales de la Seine-Maritime sont réunies en un seul dépôt dans un local acquis par la préfecture en 1825. Dans l'Eure, un édifice spécifique est construit en 1859. Dans le Calvados, les archives, d'abord installées dans l'ancienne abbaye aux Hommes à Caen, sont transférées en 1877 dans un bâtiment neuf édifié à cet effet près de la préfecture. Installée depuis près de cent ans dans les bâtiments du parlement de Bretagne, les Archives départementales d'Ille-et-Vilaine déménagent à l'hôtel Saint-Melaine en 1885. La plus importante construction reste toutefois, à Bordeaux, celle de l'hôtel des Archives de la Gironde, avec près de 5 kml de rayonnages, inauguré en 1866, où une salle de lecture ouvre dès 1877.
Entre 1918 et 1939, à peine une douzaine de dépôts d'archives ont été élevés, pour la plupart sur un plan étriqué. C'est le cas notamment des Archives départementales du Pas-de-Calais, installées dans un nouveau bâtiment construit à Arras en 1924, après la destruction par les bombardements de 1914 du palais Saint-Vaast qui les accueillaient alors. Les Archives départementales de l'Aude sont construites pendant la seconde guerre mondiale. Parallèlement, on continue de réhabiliter d'anciens bâtiments pour y installer les archives : en 1936 encore, les Archives départementales de la Sarthe sont déménagées dans une ancienne prison militaire du Mans.
Après la guerre, le réseau des archives français se porte mal. D'une manière générale, les dépôts sont trop étroits, souvent mal conçus. De plus, beaucoup de bâtiments ont été détruits, à l'instar des Archives départementales de la Manche : conçu en 1845, l'édifice de Saint-Lô est détruit par un bombardement en 1944. Dès lors, les archives sont transportées de dépôts en dépôts, de l'école normale de jeunes filles de Coutances (1944-1953) aux sous-sols de la préfecture (1953-1964). Le dépôt des Archives départementales du Loiret, l'ancien couvent des Minimes d'Orléans, est lui aussi entièrement brûlé après des bombardements en 1940.
Dans le contexte de l'après-guerre, l'arrivée de Charles Braibant (1889-1976) à la tête des Archives de France en 1948 signale un renouveau dans la politique architecturale des bâtiments de conservation d'archives. Pendant les onze ans au poste de la direction jusqu'en 1959, et encore sous l'égide de son successeur, André Chamson (1900-1983), qui reste à la tête des Archives de France jusqu'en 1971, la France investit massivement dans la construction de locaux de conservation.
D'un point de vue architectural, l'ensemble de ces nouveaux bâtiments est représentatif d'une époque. Les années 1960 sont en effet celles de l'enthousiasme urbain : on rénove les quartiers anciens, on développe les périphéries urbaines, on conçoit de grands ensembles d'habitations et on crée des villes nouvelles. On vit un véritable enthousiasme des dimensions avec l'élévation de grandes tours qui favorisent des matériaux tels que le béton ou le verre.
Dans les bâtiments d'archives, on fait le choix des structures autoporteuses. C'est l'âge des tours d'archives. La première est inaugurée par Charles Braibant en novembre 1955. Elle abrite, à Toulouse, sur 25 kml de rayonnages, les Archives départementales de la Haute-Garonne. De fait, le béton brut est médiocre, le verre armé trop lumineux et le toit-terrasse pas tout à fait étanche. Mais le bâtiment initie une mode.
Les Archives départementales du Nord, en 1961, adoptent la structure autoporteuse et le verre armé. On inaugure les nouveaux bâtiments des Archives départementales du Calvados à la périphérie de Caen et ceux des Archives départementales de la Manche à Saint-Lô en 1964. L'année suivante est inaugurée la tour des Archives de Rouen : 27 étages, montant à 89 m de hauteur, construits en béton armé sur une ossature de poteaux-porteurs avec revêtement en pierre dure. La même année, le bâtiment des Archives nationales d'outre-mer (ANOM), construit à Aix-en-Provence pour accueillir les archives restituées à la France après la décolonisation, est l'un des plus spectaculaires. Ces nouvelles constructions font une place de plus en plus importante aux mesures de conservation préventive : en 1967, le nouveau centre des Archives départementales d'Ille-et-Vilaine accueille dans des magasins aveugles près de 29 kml ; le bâtiment des Archives départementales du Morbihan, construit en 1971, est quant à lui totalement clos. En 1974 encore, une tour d'archives est inaugurée : le Centre Mahaut-d'Artois, dit « tour de Dainville » abrite les Archives départementales du Pas-de-Calais, dans la banlieue d'Arras.

### Depuis les années 1970
Les bâtiments d’archives construits en France dans les années 1960-1970 sont toutefois rapidement saturés. Il est nécessaire de continuer à construire, mais le goût se transforme dans les années 1970 : on construit sur de plus petites échelles. À cela, plusieurs raisons. D'abord, l'extraordinaire engouement pour les structures autoporteuses dans la construction de bâtiments d'archives est remis en cause par l'interdiction de ces mêmes structures pour les constructions de plus de trois étages en 1974. De même, après l'adoption massive de magasins aveugles, on découvre les risques bactériologiques de ce type d’environnement, sans compter les coûts de climatisation. C'est l'époque où s'élaborent les premières normes : les « programmes-type » pour la construction des bâtiments d'archives, édictés par la Direction des Archives de France, datent du milieu des années 1960. De plus, la crise pétrolière amoindrit les ardeurs d'urbanisation.
Les grandes constructions cessent mais des bâtiments originaux continuent de voir le jour. Ils adaptent tous le programme-type de la Direction des Archives de France : à La Réunion et dans le Val-de-Marne en 1974, dans l'Hérault en 1979, dans les Alpes-Maritimes en 1981, dans le Val-d’Oise en 1985, dans le Doubs en 1986, les Archives de Paris en 1987-1989, celles de Seine-et-Marne en 1988-1990, ou la Dordogne en 1992. D'importants progrès sont faits en matière de conservation : mise en place de magasins et de rayonnages spécifiques pour les cartes et plans ou les documents hors-formats, de salles de pré-archivage, d'atelier de restauration, de locaux de microfilmage, de photographie ou numérisation. Peu à peu, les bâtiments adoptent le visage qu'on leur connaît aujourd’hui.

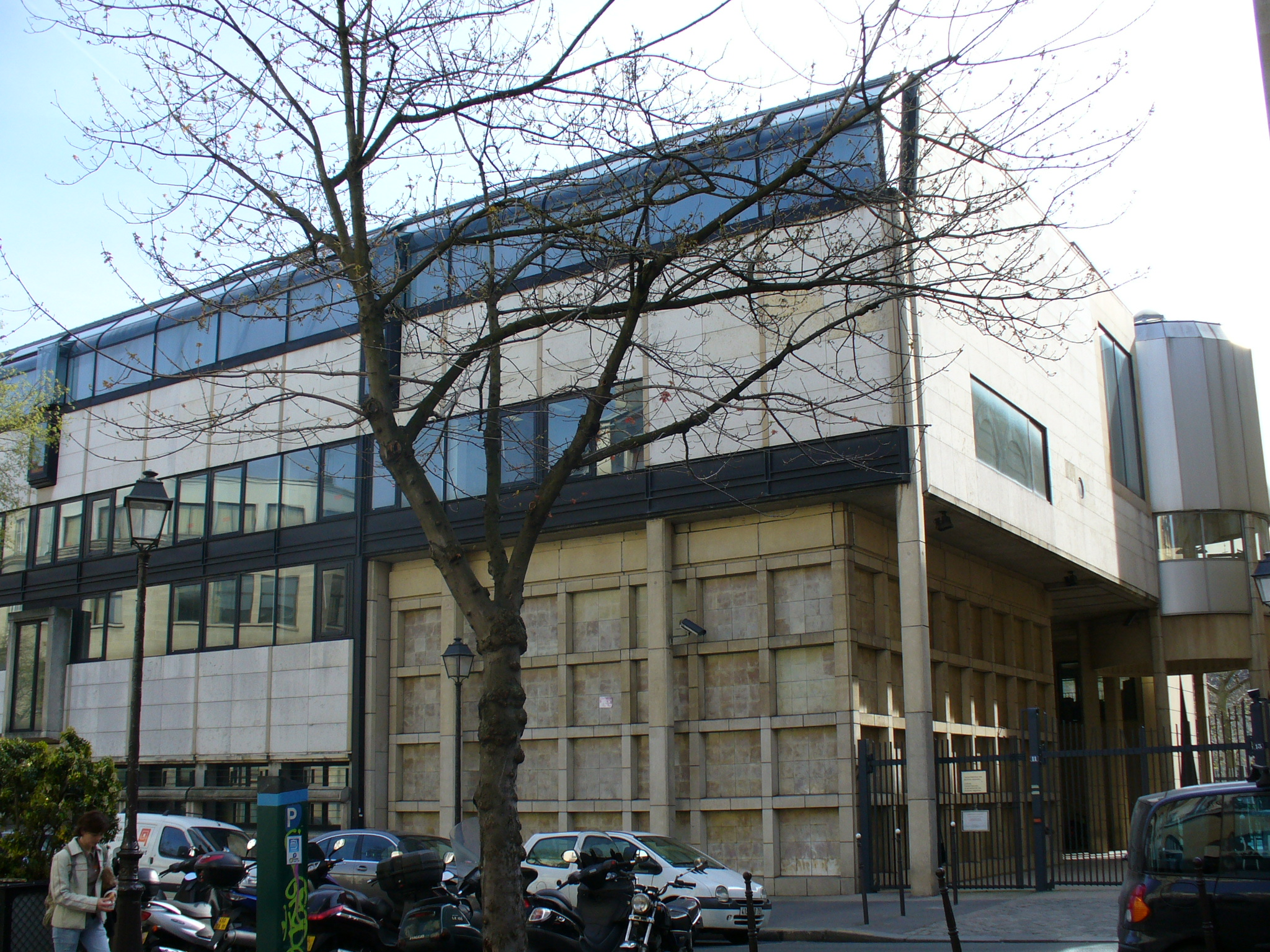
Le Centre d'accueil et de recherche des Archives nationales (CARAN).

Mais avant tout, dans les années 1980, le problème de saturation est réglé par la construction d'annexes-magasins ou d'annexes éclatées. Les services restructurent et adaptent leurs bâtiments à Chartres, Amiens, Nanterre, Bobigny ou Cergy. Ils construisent des extensions et des annexes à Orléans (1974-1998), à Chamarande-Choignes (1975), à Fontainebleau (1983), à Aix-en-Provence (1985) ou à Cahors (1989-1992). L'une des constructions représentatives de ce mouvement est celle du Centre d'accueil et de recherche des Archives nationales (CARAN), commencée en 1985 et achevé en 1987. Cette construction reflète en effet les nouvelles tendances dans la conception des bâtiments d'archives. De plus en plus, pour s'adapter à la nouvelle affluence de public, les espaces d'exposition, les salles de conférence ou de projection, les services éducatifs sont multipliés. La salle de lecture du CARAN, avec près de 300 places, témoigne de cette nouvelle ouverture au public.
Dans la droite lignée de la décennie précédente, les installations nouvelles sont souvent des réhabilitations d'anciens bâtiments, qu'il s'agisse de bâtiments entiers ou d'annexes. Les coûts de mises aux normes sont parfois importants, mais ce type de chantier a pour avantage de conserver des sites patrimoniaux. Les Archives départementales de la Savoie s'installent dans un ancien garage. D'anciens séminaires accueillent les Archives départementales de la Haute-Savoie en 1980 et celles de la Somme en 1983. Les Archives de la Gironde construisent une annexe dans un ancien chai en 1985. La même année, les Archives départementales de Lot-et-Garonne et celles de l'Oise réhabilitent chacune un ancien hôpital. Une annexe de la Seine-Maritime investit une ancienne usine en 1986. Les anciens bureaux et entrepôts des coopérateurs de la Creuse accueillent les Archives du département en 1990. À Nouméa, les Archives territoriales de Nouvelle-Calédonie sont installées dans les anciens locaux d'un journal depuis la fin des années 1990.
L'exemple le plus symbolique de ce type de réhabilitation est celui des Archives nationales du monde du travail (ANMT), installée justement dans une ancienne usine. L'entreprise textile Motte-Bossut est installée à Roubaix, dans un bâtiment monumental construit entre 1864 et 1905 dont l'entrée est encadrée de deux tours rondes crénelées. La façade en briques cache une structure en métal faite de poutres de fer et de colonnes en fonte sur cinq étages, conçue pour supporter le poids des métiers à filer. Le bâtiment est inscrit à l'inventaire des Monuments historiques en 1978, mais l'entreprise ferme en 1981. Les travaux de mise aux normes commencent en 1989 et les ANMT peuvent intégrer le bâtiment en 1993.
Le mouvement de réhabilitation touche aussi les services d'archives municipaux ; les villes, en effet, n'ont pas toujours les moyens des conseils généraux et ne peuvent toujours investir dans une construction neuve. À Marseille, les Archives municipales sont installées dans une ancienne manufacture des tabacs construite dans les années 1930 et abandonnée en 1990. Entre 1994 et 1996, des travaux sont engagés dans l'ancien réservoir d'eau de Périole, construit à Toulouse en 1892 et désaffecté dans les années 1960, afin d'abriter les Archives municipales. À Lyon, c'est l'ancien centre de tri postal de Lyon Gare, construit en 1905 et fermé en 1993 avant d'être utilisé comme dépôt d'archives de la Poste jusqu'en 1999 qui accueille, depuis 2001, les Archives municipales.

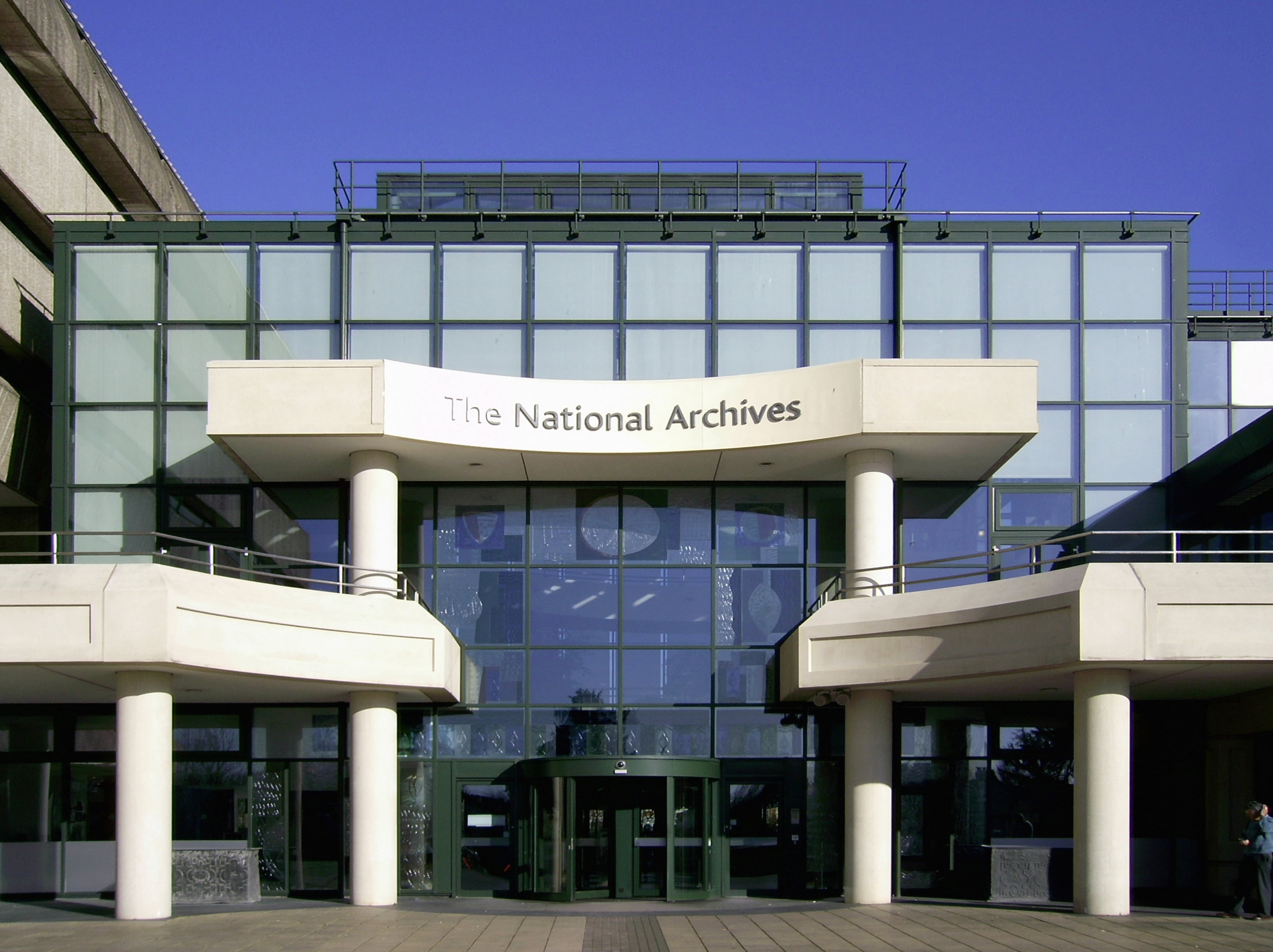
Les bâtiments des National Archives à Kew.

Partout, le volume d'archives conservé par les États s'accroît. En Angleterre, le Public Records Act de 1958 a réformé les procédures de collecte : en 1977, il faut construire un nouveau bâtiment pour les archives publiques. Il est installé dans un ancien hôpital militaire de la première guerre mondiale à Kew, site qui accueille, dans le sud-ouest de Londres, les jardins botaniques royaux. C'est dans cette annexe qu'est conservé le Domesday Book, premier recensement de la population anglaise, réalisé en 1086. Ce bâtiment a été une nouvelle fois étendu en 1990. Désormais, l'ensemble des archives nationales britanniques y est conservé et l'ancien site néo-gothique de Chancery Lane (en) accueille la bibliothèque du King's College de Londres.

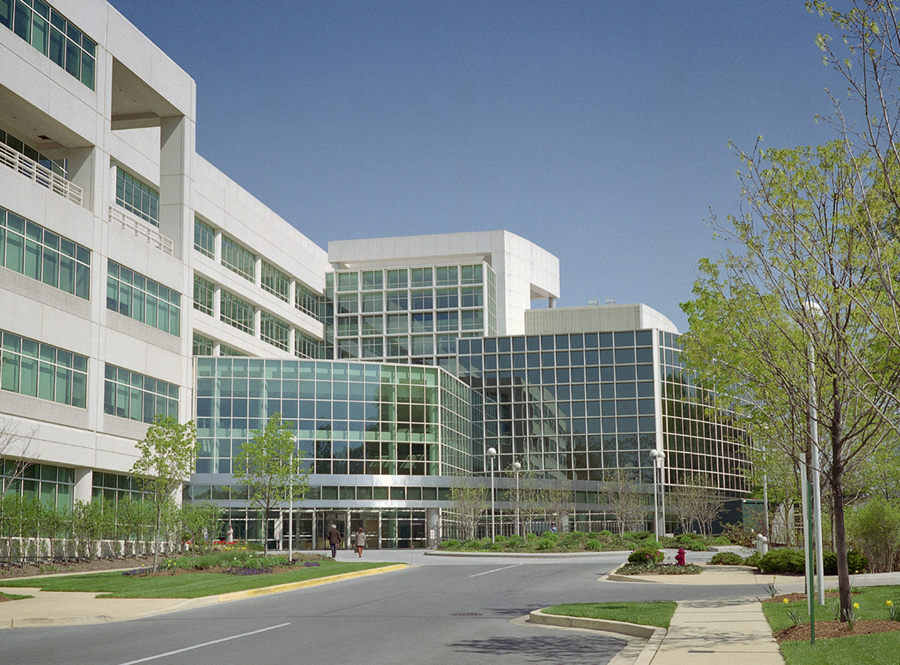
Le bâtiment« Archives II » du NARA, près du campus de l'Université du Maryland.

En 1994, c'est au tour de l'administration nationales des archives des États-Unis (NARA) de construire un second bâtiment, dit « Archives II », près du campus de l'Université du Maryland, à Washington.

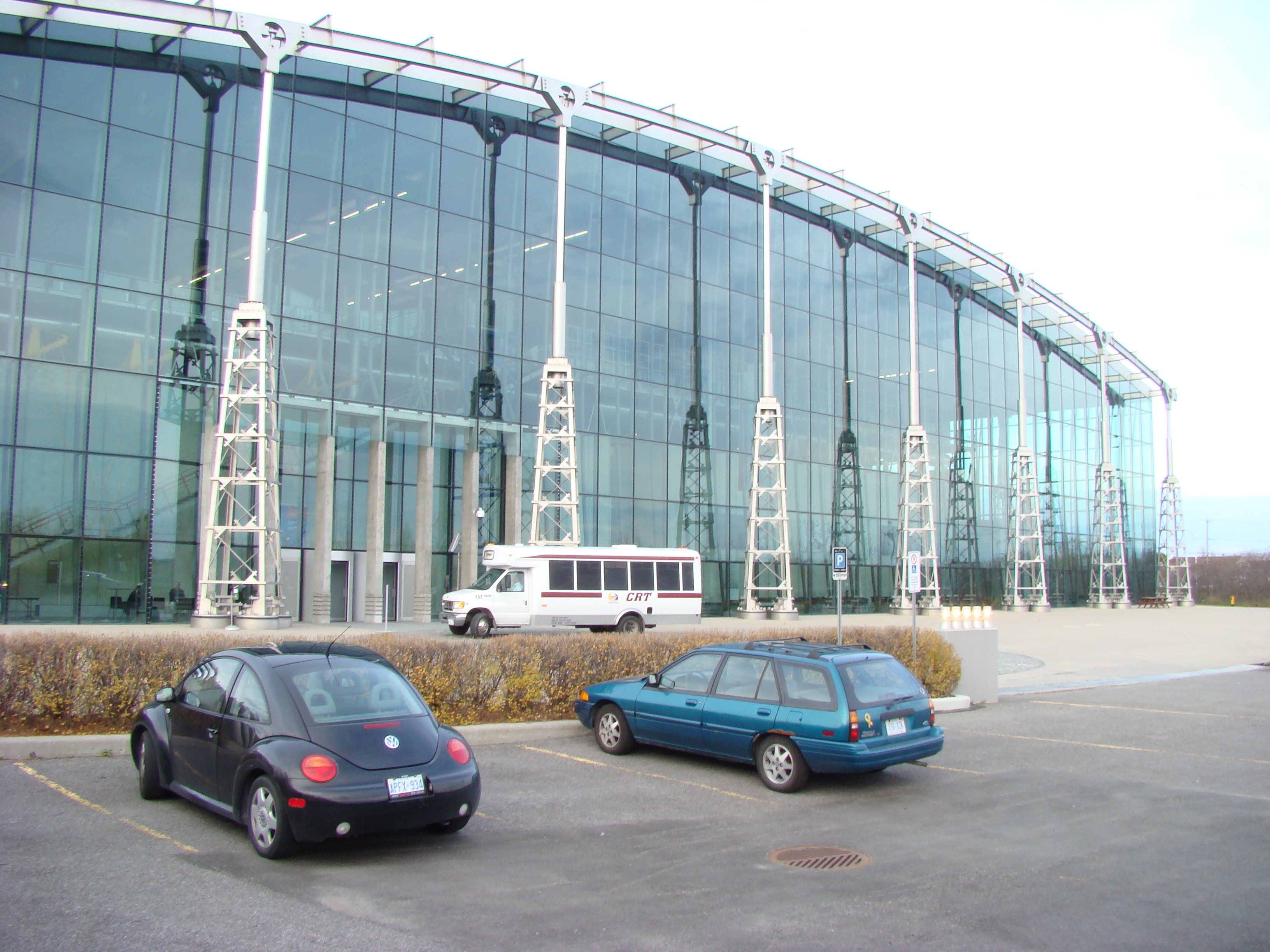
Le Preservation Centre du LAC à Gatineau au Québec.

Au Canada, les Archives nationales, créées en 1872, sont réunies en 2004 à la Bibliothèque nationale pour former la Library and Archives Canada (LAC). Les services sont installés dans le « Preservation Center », bâtiment construit à Gatineau en 1997 : faisant la taille de deux terrains de football, il contient 48 magasins climatisés, des salles de restauration et l'ensemble des bureaux du personnel.
En définitive, depuis les années 1990, rien n'a changé dans les logiques de conception des bâtiments d'archives. En France, comme de plus en plus les musées ou les bibliothèques, les grands architectes s'intéressent à ces bâtiments. Dominique Perrault (1953-), architecte de la Bibliothèque nationale de France notamment, a réalisé le bâtiment des Archives départementales de la Mayenne en 1993. Plus récemment, le Conseil général de l'Hérault a confié à Zaha Hadid (1950-2016) la construction du bâtiment « Pierresvives » qui regroupe les Archives départementales, la Médiathèque départementale, une œnothèque et le service des sports, bâtiment qui a été livré en 2012. L'aspect extérieur est devenu très important. En 1996, les Archives départementales des Alpes-de-Haute-Provence ouvrent un nouveau bâtiment de près de 4 000 m2 entouré d'un jardin zen accueillant des cariatides. En 2002, les Archives départementales de la Sarthe adoptent un plan en H. D'anciens édifices sont également réhabilités suivant ce nouvel intérêt. C'est ainsi le cas de la tour des archives de Rouen qui fait l'objet, depuis 2007, d'une mise en lumière qui combine nouvel éclairage et projections en couleurs. Pour le nouveau bâtiment des Archives nationales de France, confié à l'architecte italien Massimiliano Fuksas, ouvert en 2013 à Pierrefitte-sur-Seine, au nord de Paris, un bardage en aluminium brut doit assurer une intégration visuelle totale de l'édifice au sein du paysage.
Ces préoccupations esthétiques ne sont pas pour autant dépourvues de concepts techniques innovants : à Marseille, le bâtiment qui accueille la bibliothèque et les Archives départementales des Bouches-du-Rhône adopte la forme d'un gigantesque galet opaque conçu selon le principe de la double peau et garantissant donc une bonne inertie thermique. L'ensemble du projet joue ainsi à la fois sur la transparence et l'opacité des matériaux tout en offrant un environnement hygrométrique stable.
La construction de bâtiments neufs ou d'extensions continue tout au long des années 2000 : les Archives municipales de Montpellier s'installent dans un nouveau bâtiment en 2000, les nouvelles Archives départementales de la Réunion ont rouvert en 2001, celles de l'Oise en 2002, celles des Yvelines en 2003, celles du Rhône en 2007. En 2011, sont encore prévus l'extension et le réaménagement des Archives départementales de la Haute-Marne, de même que l'ouverture des nouveaux centres des Archives départementales de la Gironde et de l’Ardèche ou de Mayotte.
L'ensemble de ces édifices témoigne des nouvelles tendances dans la construction des bâtiments d'archives. Les préoccupations climatiques, pour améliorer la conservation préventive et garantir un meilleur développement durable, sont la première de ces tendances. La solution se trouve dans les architectures passives, les façades à capteurs photovoltaïques et les terrasses végétalisées. Un bon exemple de ce type d'architecture passive est celui des archives du Land de Schleswig-Holstein dans le nord de l’Allemagne. Les archives sont installées dans l'ancien palais des ducs de Schleswig-Holstein, mais les magasins sont situés dans un bâtiment neuf possédant un mur de 86 centimètres d'épaisseur, contenant 51 centimètres de briques ayant séchées durant trois ans ; depuis la construction l'air n'a été renouvelé que par l'ouverture des quatre portes d’entrées. À Pierrefitte-sur-Seine, c'est en prenant garde à la qualité des matériaux que l'on s’assure de bonnes conditions de climatiques : le bâtiment est construit avec des murs d'une trentaine de centimètres d'épaisseur dans un béton à faible quantité d'eau ; un système de soufflerie, non climatisé, est installé sur le toit. L'ensemble permet de réaliser jusqu'à 70 % d'économie d'énergie. Dans le Gard, on a fait le choix d'un bâtiment inerte, compact et isolé, et dans le Nord, celui d'un bâtiment à énergie positive, qui ont l'un et l'autre été achevés en 2012.
Parallèlement, depuis 2003, une importante réflexion sur la conception des salles de lecture est menée, pour s'adapter d'une part aux progrès de la numérisation et de la mise en ligne des archives mais également pour favoriser la conservation de ces mêmes archives en développant, par exemple, le principe des « réserves consultables » pour éviter la manipulation et le transport des documents intransportables, souvent documents graphiques ou maquettes.
En 2013, le conseil du Herefordshire (en) (Angleterre) vote la construction des Archives d'Hereford (en). Le bâtiment, sans humidification, ni climatisation, avec une ventilation minimale dans une construction simplifié, est réalisé en 2017 suivant les normes d'habitat passif, et d'après les études développées par l'archiviste Tim Padfield (1937-),.